# 与太者と若旦那
『与太者と若旦那』（よたものとわかだんな）は、1956年6月28日に公開された日本映画。製作、配給は東宝。モノクロ、スタンダード。
鶴田浩二が、大阪の薬問屋の若旦那・京太郎と、東京の与太者・健の二役を演じる。

## スタッフ
- 製作：本木荘二郎
- 原案：吉田源次郎
- 脚本：若尾徳平、須崎勝弥
- 音楽：馬渡誠一
- 撮影：遠藤精一
- 美術：阿久根巌
- 録音：下永尚
- 照明：城田正雄
- チーフ助監督：岩城英二
- 製作担当者：鈴木正雄
- スチール：荒木五一
- 監督：青柳信雄

## キャスト
- 藤井京太郎、沢田健：鶴田浩二
- みどり：青山京子
- 三浦百合子：白川由美
- 花村奈々子：環三千世
- 駒千代：嵯峨美智子
- 松尾文平：柳家金語楼
- 松尾くに子：一の宮あつ子
- 藤井万造：森川信
- 山下サブ公：堺左千夫
- 高木：千秋実
- 小川：丘寵児
- 佐野：広瀬正一
- 渡辺：沢村いき雄
- 三吉：加藤春哉
- アパートのおばさん：中野俊子
- 宣伝部長：沢村宗之助
- 望月：三木のり平

## 同時上映
- 『東京の人さようなら』